# باولا روجاس
باولا روجاس (بالإسبانية: Paola Rojas)‏ هي صحفية مكسيكية، ولدت في 20 نوفمبر 1976 في مدينة مكسيكو في المكسيك.

## وصلات خارجية
- باولا روجاس على موقع IMDb (الإنجليزية)
- باولا روجاس على موقع كينوبويسك (الروسية)